# Erich Fritz Schweinburg
Erich Fritz Schweinburg (geboren 11. Juni 1890 in Nikolsburg, Österreich-Ungarn; gestorben 7. Juli 1959 in Rochester, Vermont) war ein österreichisch-US-amerikanischer Jurist und Schriftsteller.

## Leben
Erich Fritz Schweinburg war ein Sohn des Bauunternehmers Emanuel Schweinburg und der Leontine Czinczar; er wuchs in einer Villa im Wiener Stadtteil Pötzleinsdorf auf. Schweinburg studierte Jura an der Universität Wien und wurde 1913 promoviert. Schweinburg war von 1911 bis 1915 Soldat der österreichischen Armee, fühlte sich aber dem Dienst als Reserveoffizier psychisch nicht gewachsen. Die weitere Zeit des Ersten Weltkriegs verbrachte er als Schriftsteller in Abgeschiedenheit bei Altaussee. Nach Kriegsende verdiente er seinen Lebensunterhalt in fehlschlagenden Unternehmungen und legte daher 1920 das zweite juristische Staatsexamen ab, um die nächsten Jahre als Rechtsanwalt in Strafsachen zu arbeiten. Er heiratete Rosa Gussman; die Ehe wurde wegen des Kindes neun Jahre lang aufrechterhalten. Die Tochter Raina Fehl (1920–2009) heiratete später den Kunsthistoriker Philipp Fehl.
Nach den Novemberpogromen 1938 wurde Schweinburg im Konzentrationslager Dachau inhaftiert. Nach drei Monaten Haft wurde er entlassen. Es gelang ihm im Januar 1939 die Emigration nach England und von dort wieder mit seiner Tochter Ende August mit dem Schiff Normandie die Überfahrt in die USA. Die nächsten Jahre musste er sich als Hilfsarbeiter durchschlagen; ab 1942 arbeitete er dann bis 1949 für die Russell Sage Foundation und wurde Mitglied der American Academy of Political and Social Science. 1944 erhielt er die US-amerikanische Staatsbürgerschaft. In den 1950er Jahren betätigte Schweinburg sich als freier Schriftsteller, lebte in großer Armut und veröffentlichte nur wenige Kurzgeschichten. Sein von ihm noch fertiggestellter Roman Eine weite Reise, der seine KZ-Haft in Dachau thematisiert, erschien dreißig Jahre nach seinem Tod. In seinem Geburtsort Mikulov wurde eine Straße nach ihm benannt.

## Verwandtschaft mit Arthur Schnitzler und Fritz Lang
Erich Schweinburg, der seit 1910 Miteigentümer des Rotenturmkinos war, war ein Cousin (zweiten Grades) des mit ihm gleichaltrigen Filmregisseurs Fritz Lang sowie durch die Heirat mit Rosa Gussmann, einer Cousine von Arthur Schnitzlers Ehefrau Olga Schnitzler (geborene Gussmann), auch mit Arthur Schnitzler verwandt.

## Werke (Auswahl)
- Das Europäische Speditionsrecht. Wien : Zoll-Speditions- u. Schiffahrtszeitung, 1929.
- mit Henrietta Kierman: Bibliography on Political, Economic and Social Backgrounds of Certain European Countries. New York, 1944.
- Law training in continental Europe : its principles and public function. Vorwort Esther Lucile Brown. New York, NY : Russell Sage Foundation, 1945.
- Eine weite Reise : Roman. Wien : Löcker, 1988 ISBN 978-3-85409-126-4.